# Haruka Tateishi
Haruka Tateishi (立石 晴香 Tateishi Haruka?) (Osaka, Japón; 28 de septiembre de 1994) es una actriz y modelo japonesa que actualmente está representada por Hirata Office. Es conocida por su rol de Amu la guerrera Zyuoh Tiger en la serie Super Sentai N°40 Dōbutsu Sentai Zyuohger.

## Biografía
En el 2007, Haruka ganó el premio Grand Prix en la 11.ª Model Audition de la revista japonesa Nicola, dirigida a niñas de corta edad. Posteriormente comenzó a modelar para la revista en la primera edición de octubre del mismo año. Apareció por primera vez en la portada de la revista en la edición de septiembre de 2008. Haruka se graduó de Nicola como modelo en abril del 2011. Se convirtió en modelo exclusiva de Seventeen a partir de junio de 2011.
Haruka se graduó de la revista Seventeen en octubre del 2013. También dejó Ever Green Creative, su empresa de gestión en ese momento, y anunció su retiro de la industria del entretenimiento. Durante su jubilación, consiguió un trabajo en una empresa general y se familiarizó con el entorno y adquirió experiencia trabajando con otras personas.
A finales del 2015, se anunció que puso fin a su retiro y fue elegida como Amu/Zyuoh Tiger en Dōbutsu Sentai Zyuohger, la serie número 40 de la franquicia Super Sentai de larga duración de la Toei Company. La serie comenzó a transmitirse a principios de febrero del 2016.

## Filmografía

### Revista
| Año  | Título    | Notas            |
| ---- | --------- | ---------------- |
| 2007 | Nicola    | Modelo exclusivo |
| 2011 | Seventeen | Modelo exclusivo |

### Película
| Año  | Título                                                                                   | Rol              | Notas         |
| ---- | ---------------------------------------------------------------------------------------- | ---------------- | ------------- |
| 2016 | Shuriken Sentai Ninninger vs. ToQger the Movie: Ninja in Wonderland                      | Zyuoh Tiger      | Rol de voz    |
| 2016 | Doubutsu Sentai Zyuohger the Movie: The Exciting Circus Panic!                           | Amu/Zyuoh Tiger  |               |
| 2017 | Doubutsu Sentai Zyuohger vs. Ninninger the Movie: Super Sentai's Message from the Future | Amu/Zyuoh Tiger  |               |
| 2017 | Kamen Rider × Super Sentai: Ultra Super Hero Taisen                                      | Amu/Zyuoh Tiger  | Rol principal |
| 2017 | Doubutsu Sentai Zyuohger Returns: Give Me Your Life! Earth Champion Tournament           | Amu/Zyuoh Tiger  |               |
| 2018 | 1 Out of 400,000                                                                         | Mami Higashiyama | Rol principal |
| 2019 | Prison 13                                                                                | Getsuyo          |               |

### Otros
| Año  | Título                        | Rol         | Notas                           |
| ---- | ----------------------------- | ----------- | ------------------------------- |
| 2017 | Zyuden Sentai Kyoryuger Brave | Zyuoh Tiger | Rol de voz (Cameo, Episodio 12) |

### Dramas
| Año  | Título                  | Rol             | Red      | Notas                           | Ref.  |
| ---- | ----------------------- | --------------- | -------- | ------------------------------- | ----- |
| 2009 | Reset                   |                 | NTV      | Episodio final                  |       |
| 2010 | Hammer Session!         | Momoka Inoue    | TBS      |                                 |       |
| 2016 | Dōbutsu Sentai Zyuohger | Amu/Zyuoh Tiger | TV Asahi |                                 | [ 2 ] |
| 2018 | Parfait Tic!            | Kei Iori        | FOD      | Rol de invitada (Episodios 5-8) |       |
| 2018 | Boda de supervivencia   | Yuri Nakatani   |          |                                 |       |